# United States Army Intelligence and Security Command
L'U.S.  Army Intelligence and Security Command (INSCOM) est l'un des onze Direct Reporting Units (DRU) de l'armée de terre des États-Unis basé à Fort Belvoir, Virginie. Créé dans sa forme actuelle en 1977, il est chargé de la collecte du renseignement dans cette arme.

## Histoire

### Première Guerre mondiale
L'origine de ce commandement remonte au Corps of Intelligence Police fondée par Ralph Van Deman en 1917. Cette organisation, fonctionnant aux États-Unis, et en France en collaboration avec l'American Expeditionary Force, compte plus de 600 hommes. Cependant, après-guerre, la politique d'isolationnisme américaine, la réduction des dépenses militaires et la Grande Dépression ont pour conséquence une chute des effectifs : au milieu des années 1930 on compte moins de 20 officiers.

### Seconde Guerre mondiale
Vers la fin des années 1930, des menaces de guerre apparaissent, ce qui conduit à une nouvelle expansion du CIP qui retrouve ses effectifs de la Première Guerre mondiale.
En décembre 1941, l'entrée des États-Unis dans la Seconde Guerre mondiale conduit au renforcement des effectifs. Le 13 décembre 1941, l'Adjudant-général de l'armée publie un ordre renommant le CIP en Counter Intelligence Corps à compter du 1er janvier 1942. Un contingent de 543 officiers et de 4 431 sous-officiers supplémentaires est alloué. Le CIC recrute des agents qualifiés en investigation légale, policière, etc. ; il recherche particulièrement les compétences linguistiques. Les agents parlant des langues étrangères restent cependant souvent en nombre insuffisant, et des interprètes locaux sont souvent recrutés.
Les agents du CIC sur le terrain ont le rang d'officier sans affectation — caporaux et différents grades de sergent. Ils portent soit des vêtements civils, soit des uniformes sans insignes de grade, à la place desquels, pour qu'ils ne soient pas identifiés comme de simples soldats, ils portent sur le col un insigne « U.S. », marquant leur qualité d'officiers. Pour faciliter leur travail, il leur est demandé de s'identifier seulement comme  « Agent » ou « Special Agent » selon le cas. Cette pratique, similaire à celle des agents de la Criminal Investigation Division (CID), s'est perpétuée parmi les agents modernes du contre-renseignement.
Aux États-Unis, le CIC, en collaboration avec le Provost Marshal General et le FBI, effectue des vérifications des antécédents du personnel militaire ayant accès à des documents classifiés, se charge des enquêtes de suspicion de sabotage ou de subversion, et des allégations de déloyauté, en particulier ceux contre des Américains d'ascendance japonaise, italienne ou allemande. En dépit des limites de responsabilité définies dans l'accord avec le FBI, le CIC a finalement consacré un effort considérable aux investigations civiles.

« L'espionnage et le sabotage effectués par l'ennemi impliquaient plus d'une personne. En général, il y en avait un certain nombre dans la chaîne allant de l'agent aux États-Unis jusqu'aux coupe-circuit et aux courriers vers le pays ennemi. Cela impliqua de manière inévitable des civils avec les suspects militaires et l'affaire devint connectée avec le FBI. L'aspect militaire devint mineur, et l'effort d'enquête principal était chez les civils pour identifier les supérieurs qui contrôlaient plus d'un agent. »

— History of the Counter Intelligence Corps, Vol. 7
Cependant l'utilisation d'informateurs au sein de l'armée est contestée politiquement, et le CIC est obligé de réduire ses activités ; le 5 novembre 1943, les agents du CIC sont chassés de Washington D.C. Le lendemain, l'inspecteur général des armées soumet un rapport accablant sur le CIC, et en février 1944, les quartiers généraux du CIC sont dissous et le poste de Chef du CIC est supprimé. En particulier, il est ordonné au CIC de mettre fin à ses enquêtes sur le sol américains, de détruire ses documents relatifs à ces dernières, et d'engager ses agents dans les théâtres d'opération extérieurs.
Des unités du CIC participent à la sécurité du Projet Manhattan.
Dans les théâtres d'opérations européen et Pacifique, le CIC déploie des détachement à tous les niveaux. Ces détachements fournissent du renseignement tactique à partir des documents pris à l'ennemi, procèdent à l'interrogatoire de prisonniers et traitent les sources civiles et paramilitaires. Ils s'occupent également de la sécurité des installations militaires et des zones de transit, identifient les agents ennemis, et luttent contre les réseaux dormants. Ils forment aussi les unités de combat à la sécurité, la censure, la saisie de documents et les dangers des bombes artisanales. Dans certains cas les agents du CIC se retrouvent à agir comme Gouvernement militaire de facto, lors de l'occupation de grandes villes, avant l'arrivée des officiers de l'AMGOT. Alors que la guerre en Europe est sur le point de se terminer, le CIC est impliqué dans les opérations Alsos, Paperclip et TICOM, à la recherche de chercheurs en armes nucléaires, fusées et chiffrement. Klaus Barbie est ainsi recruté.

### Après-guerre
En 1961, ses fonctions sont reprises par l'US Army Intelligence Corps et en 1967 par l'US Army Intelligence Agency (USAIA). En 1977, cette dernière et l'US Army Security Agency (USASA) sont fusionnés pour former l'actuel United States Army Intelligence and Security Command.
Le renseignement de l'US Army aurait eu en 1974 35 000 employés et un budget de 700 millions de dollars (3,13 milliards de dollars valeur 2011).

## Organisation
L'INSCOM est composé des commandements majeurs subordonnés suivants:
- 66th Military Intelligence Brigade
- 300th Military Intelligence Brigade (Linguist) (Army National Guard)
- 470th Military Intelligence Brigade
- 500th Military Intelligence Brigade
- 501st Military Intelligence Brigade
- 513th Military Intelligence Brigade
- 704th Military Intelligence Brigade
- 706th Military Intelligence Group
- 780th Military Intelligence Brigade
- 902d Military Intelligence Group
- 1st Information Operations Command
- US Army Operations Group
- Central Clearance Facility
- Army Joint Surveillance Target Attack Radar System Company (JSTARS) (138th Military Intelligence Company)
- National Ground Intelligence Center
- Army Field Support Center